# Grand Prix du Tournaisis
Il Grand Prix du Tournaisis (anche noto come Circuit du Tournaisis) era una corsa in linea maschile di ciclismo su strada che si svolse nell'Hainaut, in Belgio, nel 1961, dal 1964 al 1982 annualmente, e nel 1988.

## Storia
Nell'albo d'oro della competizione, riservata ai professionisti, spiccano i successi di Eddy Merckx, Marc Demeyer e Michel Pollentier. Il record di vittorie appartiene invece a Frans Verbeeck, con tre successi, nel 1969, 1971 e 1974. È stata sempre vinta da corridori belgi, tranne che nell'edizione 1988, vinta dall'olandese Adrie Kools.

## Albo d'oro
Aggiornato all'edizione 1988.
| Anno    | Vincitore              | Secondo             | Terzo                  |
| ------- | ---------------------- | ------------------- | ---------------------- |
| 1961    | Willy Declercq         | Robert De Middeleir | Juan Campillo          |
| 1962-63 | Non disputato          | Non disputato       | Non disputato          |
| 1964    | Joseph Planckaert      | Benoni Beheyt       | Noël Foré              |
| 1965    | Emile Daems            | André Messelis      | Julien Stevens         |
| 1966    | Jean Monteyne          | Willy Monty         | Georges Vandenberghe   |
| 1967    | Eddy Merckx            | Paul Van De Vijver  | Willy Bocklant         |
| 1968    | Eric De Vlaeminck      | Willy Bocklant      | Noël Foré              |
| 1969    | Frans Verbeeck         | Willy Bocklant      | Willy In 't Ven        |
| 1970    | Georges Vandenberghe   | Jacques Guiot       | Willy Monty            |
| 1971    | Frans Verbeeck         | Maurice Eyers       | Alain Santy            |
| 1972    | Paul Aerts             | Robert Mintkiewicz  | Georges Claes          |
| 1973    | Georges Van Coningsloo | Paul Aerts          | Eddy Verstraeten       |
| 1974    | Frans Verbeeck         | Marc Demeyer        | Alain Santy            |
| 1975    | Dirk Baert             | Frans Van Looy      | Éric Jacques           |
| 1976    | Joseph Abelshausen     | Michael Wright      | Eddy Cael              |
| 1977    | Dirk Baert             | Eddy Vanhaerens     | Willy In 't Ven        |
| 1978    | Marc Demeyer           | Frans Van Looy      | Eddy Vanhaerens        |
| 1979    | Michel Pollentier      | Régis Delepine      | Gustaaf Van Roosbroeck |
| 1980    | Marcel Laurens         | Alphonse Van Dessel | Johnny Denul           |
| 1981    | Levien Malfait         | Walter Dalgal       | Carlos Cuyle           |
| 1982    | Alain De Roo           | Dirk Demol          | Patrick Devos          |
| 1983-87 | Non disputato          | Non disputato       | Non disputato          |
| 1988    | Adrie Kools            | Patrick Tolhoek     | Johan Capiot           |